# Mallota fuciformis
Mallota fuciformis är en tvåvingeart som först beskrevs av Fabricius 1794.  Mallota fuciformis ingår i släktet hålblomflugor, och familjen blomflugor.
Artens utbredningsområde är Frankrike. Inga underarter finns listade i Catalogue of Life.